# Wrapped
Wrapped è un singolo della cantante cubano-statunitense Gloria Estefan, pubblicato il 15 agosto 2003 come primo estratto dal decimo album in studio Unwrapped.

## Descrizione
La canzone, caratterizzata da sonorità sudamericane, è stata scritta dal cantautore peruviano Gian Marco. Di essa è stata pubblicata anche una versione in lingua spagnola intitolata Hoy l'8 settembre 2003.

## Video musicale
Il video musicale del brano è stato girato a Machu Picchu, in Perù.

## Classifiche
| Classifica (2003) | Posizione massima |
| ----------------- | ----------------- |
| Belgio (Vallonia) | 54                |
| Belgio (Vallonia) | 26                |
| Brasile           | 73                |
| Germania          | 65                |
| Svizzera          | 3                 |

### Hoy
| Classifica (2003) | Posizione massima |
| ----------------- | ----------------- |
| Italia            | 21                |
| Romania           | 11                |
| Spagna            | 3                 |